# Bar-Guiora

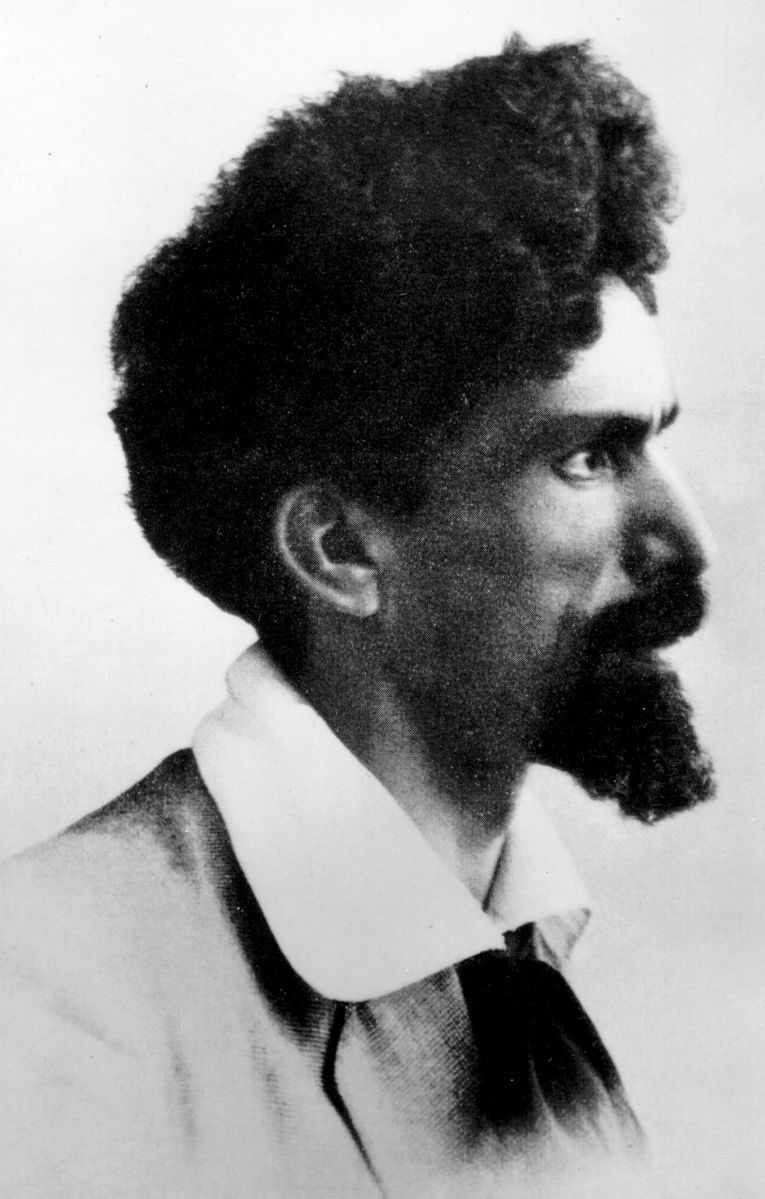
Israel Shohat est l'un des fondateurs d'Hashomer

Bar-Guiora (בר גיורא) est une organisation secrète d'ouvriers juifs, issus de la seconde Aliyah, qui contribue à la garde des implantations et au renforcement de la défense par une autorité supérieure, dans le but d'améliorer le productivisme du travail agricole. Bar-Guiora défend les idées d'un idéal sioniste social.
Bar-Guiora est créé le 29 septembre 1907, jour de Simhat-Torah, dans la chambre de Yitzhak Ben-Zvi à Jaffa, et son nom provient de "Bar-Guiora", l'un des dirigeants de la Grande Révolte des Juifs contre les Romains. Participent à cette réunion Yitzhak Ben-Zvi (devenu par la suite président de l'État d'Israël), Zvi Beker, Israël Guiladi, Alexander Zaïd, Yéhezkel Henkin, Yéhezkel Nisnov et Israël Shohat, nommé dirigeant de Bar-Guiora. Leur slogan : "Par le feu et le sang la Judée est tombée, par le feu et le sang la Judée ressuscitera".
En 1909, l'organisation Bar-Guiora est démantelée pour faire place à celle du Hashomer.

## Sources
- Moshé-Pinhas-Elhanan Weksler "Avertissement à Israël". Ed. Centre Dinour. Jérusalem.
- Yaakov Goldstein "En chemin vers le but". Ed. ministère de la défense. Jérusalem